# Awet Gebremedhin
Awet Gebremedhin Andemeskel (Kakebda, 5 februari 1992) is een Eritrees-Zweeds wielrenner die anno 2019 rijdt voor Israel Cycling Academy.

## Carrière
Na het wereldkampioenschap in Florence, waar hij de wegwedstrijd voor beloften niet uitreed, keerde Gebremedhinniet niet terug naar Eritrea. In plaats daarvan vroeg hij asiel aan in Zweden. Vier jaar later, in 2017, verkreeg hij de Zweedse nationaliteit. Op het Zweedse wegkampioenschap eindigde hij dat jaar op plek 25, op drie minuten van winnaar Kim Magnusson.
Voor het seizoen 2018 werd Gebremedhin opgenomen in de selectie van Israel Cycling Academy, nadat Ahmet Örken zich terugtrok vanwege het Arabisch-Israëlisch conflict.

## Resultaten in voornaamste wedstrijden
| Jaar | Ronde van Italië | Ronde van Frankrijk | Ronde van Spanje |
| ---- | ---------------- | ------------------- | ---------------- |
| 2018 |                  |                     |                  |
| 2019 | 128e             |                     |                  |

| Jaar | Ronde van Lombardije | Waalse Pijl |
| ---- | -------------------- | ----------- |
| 2018 | opgave               |             |
| 2019 | 100e                 | opgave      |

## Ploegen
- 2017 –  Kuwait-Cartucho.es (vanaf 10-2)
- 2018 –  Israel Cycling Academy
- 2019 –  Israel Cycling Academy

Ávila · Boivin · Dempster · Díaz · Earle · Enger · Gebremedhin · O. Goldstein · R. Goldstein · Hermans · Jensen · Lemus · Neilands · Niv · Perry · Plaza · Räim · Sagiv · Sbaragli · Schreurs · Turek · Williams · van Winden · Yechezkel